# Noua Scoție
Noua Scoție (în latină Nova Scotia, în engleză New Scotland, în franceză Nouvelle-Écosse; scoțiana galică, Alba Nuadh) este una din cele patru provincii atlantice ale Canadei, care se suprapune cu Peninsula Noua Scoție⁠(en)[traduceți] din Oceanul Atlantic. Plasată aproximativ la jumătoatea distanței dintre Ecuator și Polul Nord (de fapt la 44º 39' latitudine nordică), având capitala provinciei în Halifax, Nova Scotia este a doua cea mai mică provincie a Canadei, cu o suprafață totală de 143.123,697 km2, incluzând Cape Breton Island și alte 3.800 insule de coastă. În anul 2011 populația provinciei era de 921.727, făcând Nova Scotia provincia aflată pe locul doi ca densitate a populației.

## Istoric
Pe teritoriul de astăzi al Noii Scoții s-a aflat colonia franceză Acadia, ocupată de Marea Britanie în 1710. În data de 1 iulie 1867 a aderat la Confederația Canadiană. 

## Subdiviziuni teritoriale

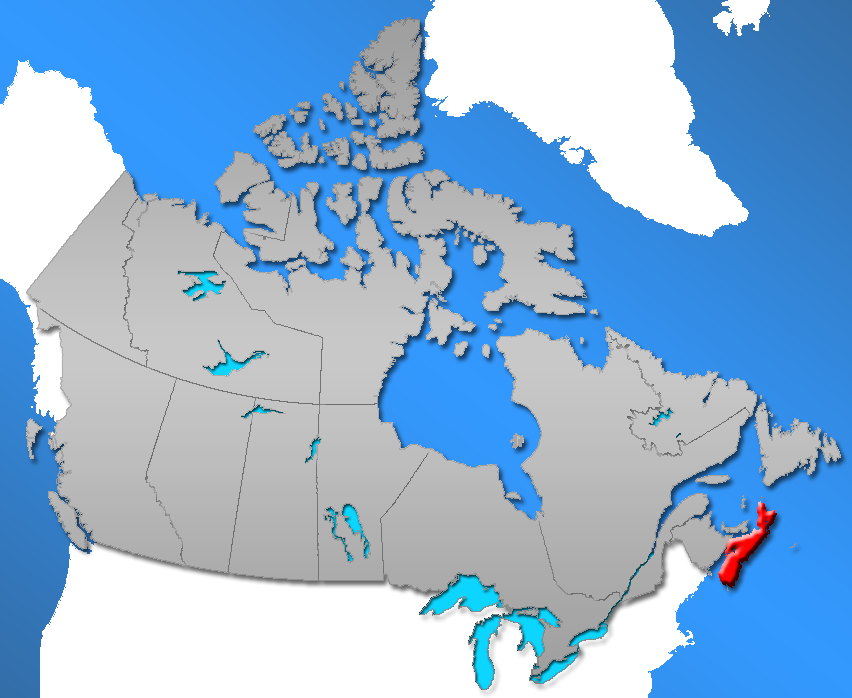
Provincia și insula Nova Scoția în Canada.

Steagul provinciei Nova Scotia

Din punct de vedere administrativ local, provincia este împărțită în 18 comitate, după cum urmează
- Annapolis
- Antigonish
- Cap Breton
- Colchester
- Cumberland
- Digby
- Guysborough
- Halifax
- Hants
- Inverness
- Kings
- Luneburg
- Pictou
- Queens
- Richmond
- Shelburne
- Victoria
- Yarmouth